# Тама (Токіо)

35°38′13.24″ пн. ш. 139°26′46.72″ сх. д. / 35.6370111° пн. ш. 139.4463111° сх. д.
Та́ма (яп. 多摩市, たまし, МФА: [tama ɕi̥]) — місто в Японії, в префектурі Токіо.

## Короткі відомості
Розташоване в південно-західній частині префектури, в середній течії річки Тама. Виникло на основі сільського поселення раннього нового часу. Початково належало префектурі Канаґава. 1893 року перепідпорядковане префектурі Токіо. Засноване 1971 року. Основою економіки є сільське господарство, комерція. Станом на 1 жовтня 2008 площа міста становила 21,08 км². Станом на 1 липня 2011 населення міста становило 146 735 осіб.

## Міста-побратими
- Фудзімі, Японія